# Ichthyodectes
Ichthyodectes es un género extinto de peces que vivió durante la época del Cretácico.

## Especies
Clasificación del género Ichthyodectes:
- † Ichthyodectes (Cope 1870)
  - † Ichthyodectes acanthicus (Cope 1877)
  - † Ichthyodectes anaides (Cope 1872)
  - † Ichthyodectes arcuatus (Cope 1875)
  - † Ichthyodectes ctenodon (Cope 1870)
  - † Ichthyodectes elegans (Newton 1877)
  - † Ichthyodectes goodeanus (Cope 1877)
  - † Ichthyodectes libanicus (Pictet y Humbert 1866)
  - † Ichthyodectes minor (Egerton 1850)
  - † Ichthyodectes tenuidens (Woodward 1901)